# روسات
روسات (به انگلیسی: ROSAT) (که مخفف عبارت Röntgensatellit، زیرا اشعه ایکس در زبان آلمانی، به افتخار کاشف آن ویلهلم رنتگن، Röntgenstrahlen نامیده میٰ‌شود) یک تلسکوپ پرتوی ایکس ماهواره‌ای متعلق به مرکز هوافضای آلمان بود که دارای بخش‌های ساخته شده توسط آلمان غربی، انگلستان و ایالات متحده بود. این تلسکوپ در تاریخ ۱ ژوئن ۱۹۹۰ و با یک موشک دلتا ۲ از دماغه کاناورال ، طی ماموریتی که در ابتدا ۱۸ ماهه و حداکثر ۵ ساله، درنظر گرفته شده بود، به مدار زمین پرتاب شد. روسات در نهایت به‌مدت بیش از ۸ سال فعالیت داشت و سرانجام در ۱۲ فوریه ۱۹۹۹ به کار آن خاتمه داده شد. 